# Boiensdorf
Boiensdorf es un municipio situado en el distrito de Mecklemburgo Noroccidental, en el estado federado de Mecklemburgo-Pomerania Occidental (Alemania), a una altitud de 34 metros. Su población a finales de 2016 era de 509 habs. y su densidad poblacional, 40 hab/km².
Se encuentra ubicado junto a la costa del mar Báltico y a la frontera con el distrito de Rostock.